# Half Japanese
Half Japanese je americká hudební rocková skupina, kterou založili bratři Jad a David Fair. Vznikla v polovině sedmdesátých let a působí i v současnosti. Žánrově se řadí mezi hlučnější kapely, rámcově můžeme mluvit o experimentálním Noise rocku až Proto-punku. Jedinými dvěma stálými členy jsou bratři Jad a David Fairovi. (David kapelu opustil jen na velice krátkou dobu v raných osmdesátých letech, aby se více soustředil na rodinu.) I když začínali s naprosto stejnými rolemi, postupem času se stal frontmanem starší bratr Jad. Mezi nejzákladnější nástroje, používané v kapele, patří malý set bubnů a elektrická kytara.
Jednou ze zajímavostí je také používaný způsob nahrávání tzv. lo-fi (low fidelity), který se od běžně používaného hi-fi (high fidelity) velice liší. Hi-fi se totiž vyznačuje velice vysokou přenosností souboru a jeho velmi věrnou reprodukcí, používání lo-fi tedy znamená opak. Lo-fi je záležitostí velice levnou a v sedmdesátých a osmdesátých letech nezřídka užívanou. Relativní nekvalita nahrávek však působí velice autenticky a syrově a mnoho posluchačů ho považuje za velice upřímnou a originální prezentaci. K další autentičnosti už jen přispívá věčně rozladěná kytara, která se vlastně stala rozpoznávacím znakem kapely.
Až do počátečních osmdesátých let nahrávalo duo bratrů skutečně jen ve dvojici, později už začalo nabírat nové členy. Marc Jickling se chopil kytary a vokálů a bratři Ricky a John Dreyfussové zase zastali saxofon a bubny.
Half Japanese měli i spoustu fanoušků mezi známými osobnostmi, mezi jejich obdivovatele patřil i např. Penn Jillette, známý americký iluzionista a všeuměl. Nejznámější je však bezpochyby Kurt Cobain. V roce 1993 si je přizval na turné a bavil se také tím, že chodil do velikých supermarketů se sluchátky na uších, poslouchal hudbu Half Japanese a pozoroval všechny ty lidi, ženoucí se za materiálním bohatstvím a chlebem ve slevě, kolem. A když v dubnu roku 1994 spáchal Kurt Cobain sebevraždu měl na sobě tričko právě tohoto zvláštního hudebního uskupení.

## Členové skupiny
- Jad Fair
- David Fair
- Jason Willet
- Jason Slugget

## Diskografie

### Studiová alba
- Half Gentlemen/Not Beasts (1980)
- Loud (1981)
- Horrible (1983)
- Our Solar System (1984)
- Sing No Evil (1984)
- "Big Big Sun" (1986)
- Music To Strip By (1987)
- Charmed Life (1988)
- "Velvet Monkeys" (1988)
- the Band That Would Be King (1989)
- We Are They Who Ache with Amorous Love (1990)
- Fire In the Sky (1993)
- Hot (1995)
- Bone Head (1997)
- Heaven Sent (1997)
- Hello (2001)

### 7"
- Half Alive (1977)
- Calling All Girls 7" (1977)
- Mono/No No 7" (1978)
- Spy/I know how it Feels...Bad/My Knowledge Was Wrong 7" (1981)
- U.S. Teens Are Spoiled Bums 7" (1988)
- Real Cool Time/What Can I Do/Monopoly EP (1989)
- T For Texas/Go Go Go Go 7" (1990)
- Everybody Knows, Twang 1 EP (1991)
- 4 Four Kids EP (1991)
- Eye of the Hurricane/Said and Done/U.S. Teens are Spoiled Bums/Daytona Beach EP (1991)
- Postcard EP (1991)

### Živé nahrávky
- 50 Skidillion Watts Live (1984)
- Boo: Live in Europe 1 (1994)

### Kompilace
- Best Of Half Japanese (1993)
- Greatest Hits (1995)
- Best Of Half Japanese Vol. 2 (1995)
- "Loud and Horrible" (2004)